# Entschleunigter Journalismus
Entschleunigter Journalismus bezeichnet eine Form des Journalismus, die der zunehmenden Geschwindigkeit des Nachrichtenjournalismus eine Entschleunigung entgegenstellt.
Ziel ist der konsequente Verzicht auf Eilmeldungen und auf das Bestreben, der Sieger im Rennen um die erste Meldung einer Nachricht zu sein, zugunsten der Bereitstellung von Kontext und Analyse.
Anfang 2010 veröffentlichten Benedikt Köhler, Sabria David und Jörg Blumtritt vierzehn Thesen zur Entschleunigung von Medienproduktion und -Konsum unter dem Titel „Das Slow Media Manifest“. Ein Manifest des entschleunigten Journalismus stammt von Peter Laufer (2011). Zu den wichtigsten wissenschaftlichen Arbeiten über entschleunigten Journalismus gehört Megan Le Masuriers Übersichtsarbeit (2015), von der ausgehend, der Begriff eine weite Rezeption in der wissenschaftlichen Literatur erfahren hat. 2018 befasste sich Jennifer Rauch umfassend mit entschleunigten Medien, darunter auch dem Phänomen des entschleunigten Journalismus.
Zu den bekanntesten Zeitschriften des entschleunigten Journalismus gehören Delayed Gratification (Vereinigtes Königreich), ProPublica (Vereinigte Staaten), XXI (Frankreich) und Zetland (Dänemark).